# United States Army Air Service

Znak USAAS w okresie od 24 maja 1918 do 2 lipca 1926

Znak USAAS podczas działań w Europie w okresie I wojny światowej

Służba Powietrzna Armii Stanów Zjednoczonych (ang. United States Army Air Service – USAAS) – wojskowa formacja lotnicza stworzona 24 maja 1918 roku w miejsce Aviation Section, U.S. Signal Corps, utworzonej w momencie przystąpienia Stanów Zjednoczonych do I wojny światowej. W 1926 roku została zastąpiona przez Korpus Powietrzny Armii Stanów Zjednoczonych (United States Army Air Corps, USAAC).

## I wojna światowa w Europie
W momencie deklaracji rozpoczęcia wojny przez Stany Zjednoczone 6 kwietnia 1917 roku jej siły powietrzne liczyły około 300 samolotów, 65 oficerów i 1330 podoficerów, żołnierzy i personelu cywilnego. W listopadzie 1918 roku liczebność lotnictwa USA wzrosła do ponad 20 tys. oficerów, 174 tys. podoficerów, żołnierzy i personelu cywilnego.
W czasie walk w Europie USAAS były przydzielone do dowództwa Armii i dowodził nimi gen. Mason Patrick. W ich skład wchodziły między innymi grupy lotnicze:
- Przy 1 Armii pod dowództwem płk. Thomasa DeWitt Millinga
  - 1st Pursuit Group
  - 2nd Pursuit Group
  - 3rd Pursuit Group
  - 1st Day Bombardment Group
- Przy 2 Armii pod dowództwem płk. Franka Purdy Lahma
  - 4th Pursuit Group
  - 5th Pursuit Group
  - 2nd Day Bombardment Group

## Po I wojnie światowej
W 1924 USAAS zorganizowała pierwszy przelot dookoła świata. Do okrążenia globu wysłano cztery samoloty i ośmiu pilotów. Podróż ukończyły dwa samoloty i wszyscy piloci.